# 酒井りゅうのすけ
酒井 りゅうのすけ（さかい りゅうのすけ、1976年 - ）は、日本のフリーランスの企画屋、俳優、声優。兵庫県出身。

## 経歴・人物
- 高校時代より関西のAction Team YA-HOONに所属し、アクロバットや立ち回り、剣術等を学ぶと共に舞台や映画等にも精力的に活動した。
- 1996年、ケイエスエスのオリジナルビデオシリーズ『喧嘩の花道』（三池崇史監督作品）で空手家の田中正悟をモデルにした空手家を演じる。
- 2007年より、仮想空間サービス「Second Life」を中心にアバタータレントとして活動を始める。2011年よりフリーランスとなり、リアルタイムSNSの可能性の追求をはじめ、企業の活用のサポートの他にもラジオ番組や各種媒体への執筆作業等にも積極的に取り組んでいる。
- AR (augmented reality) を活用した、路上イベントなどを行っている。
- 映画監督の山本暁と親交が厚く、PV等の作品に企画協力や脚本協力等をしている。

## Second Lifeでの活動
- 2008年1月5日より放送が開始されたセカンドライフラジオ・ソラりゅうでパーソナリティを担当していた。
- 2009年 - ARG (Alternate Reality Games) を扱うイベントを行っている。

## ARを使った活動
- 2009年10月11日 - セカイカメラを使ったエア路上ライブを行なった[1]。